# Вакханки

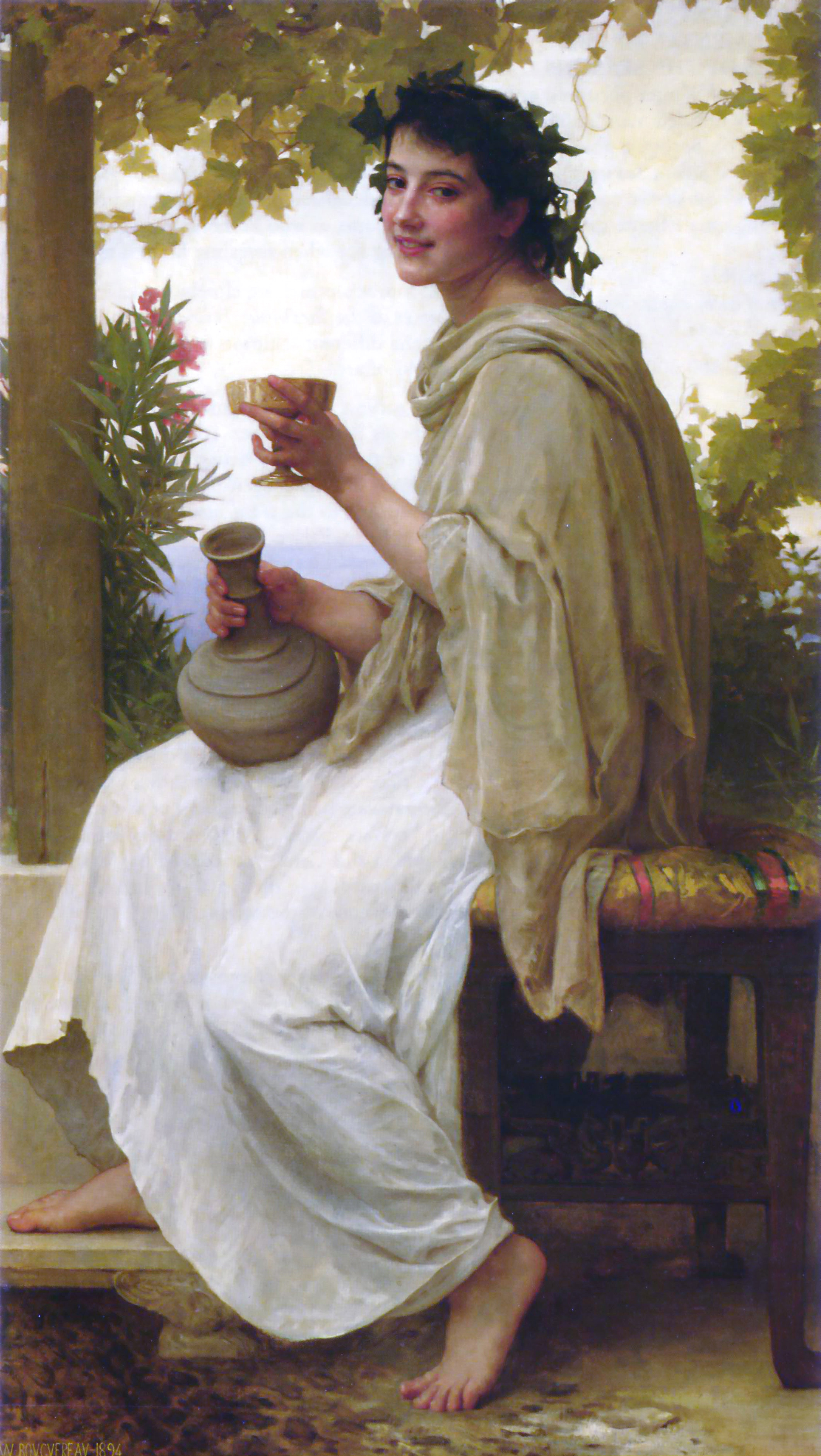
Вакханка, картина А. В. Бугро, 1894

Вакханки, або менади (грец. μαινάδες — «шалені») — німфи, які супроводжували Діоніса в його мандрах і походах. Іншими словами «вакханка» — жінка, нестримна у проявах своєї пристрасті.
Ще одна назва менад — фіяди, також тіяди, — за ім'ям Фії, дочки річкового бога Цефісса[джерело?], німфи, першої служниці Діоніса, чия священна територія розташовувалась поблизу стародавніх Дельф. Вона ж першою влаштувала оргії на честь Діоніса.
Мистецтво звичайно зображувало менад у розпущених шатах, оповитих виноградною лозою, з бубном або флейтою в руках. Менади намагалися втягнути всіх зустрічних до оргіастичних обрядів на честь Вакха, а того, хто не хотів підкорятися, роздирали на шматки.

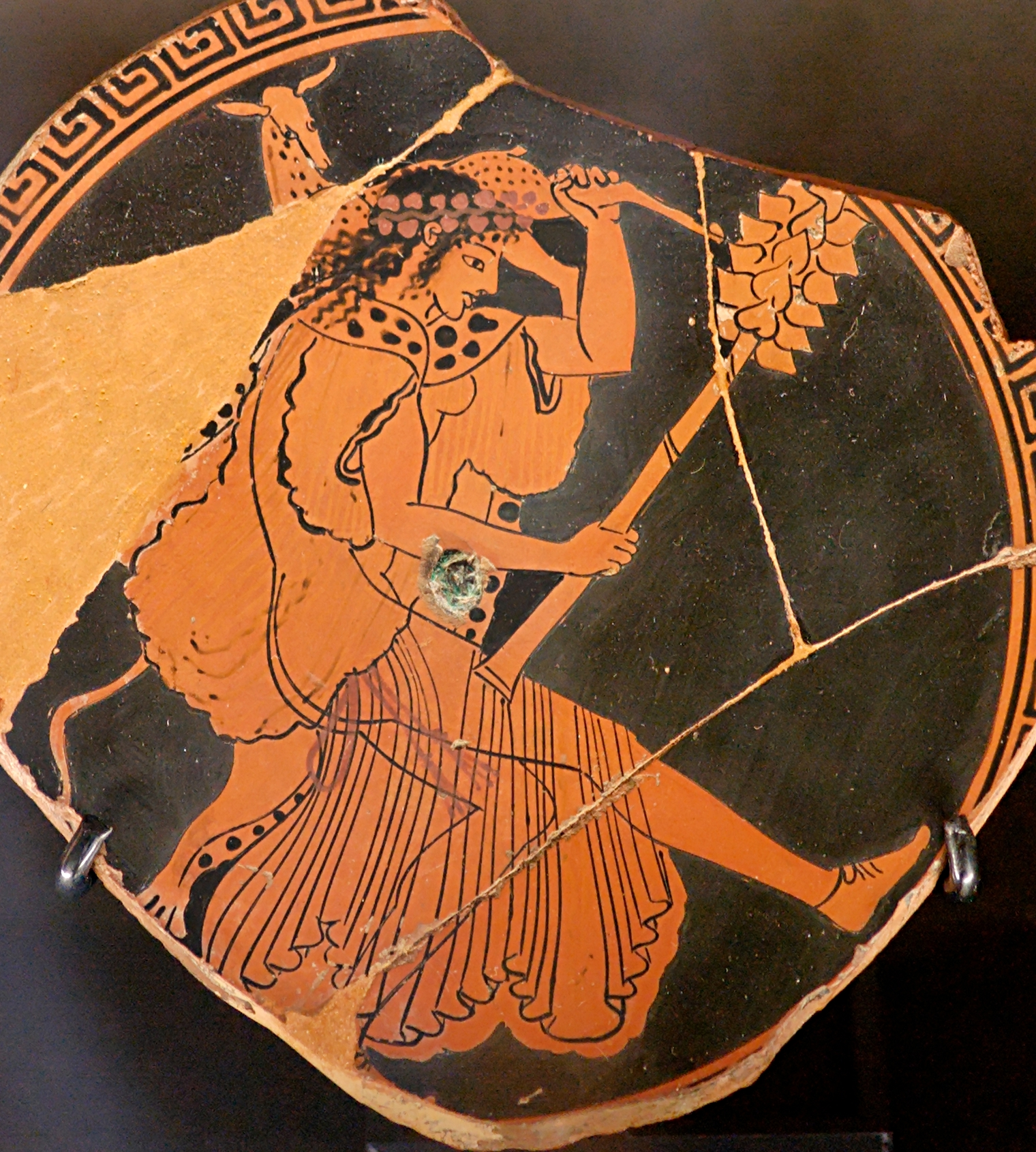
Менада несе лань, фрагмент аттичної червонофігурної посудини, 480 до н. е., Лувр